# Gut Waterneverstorf

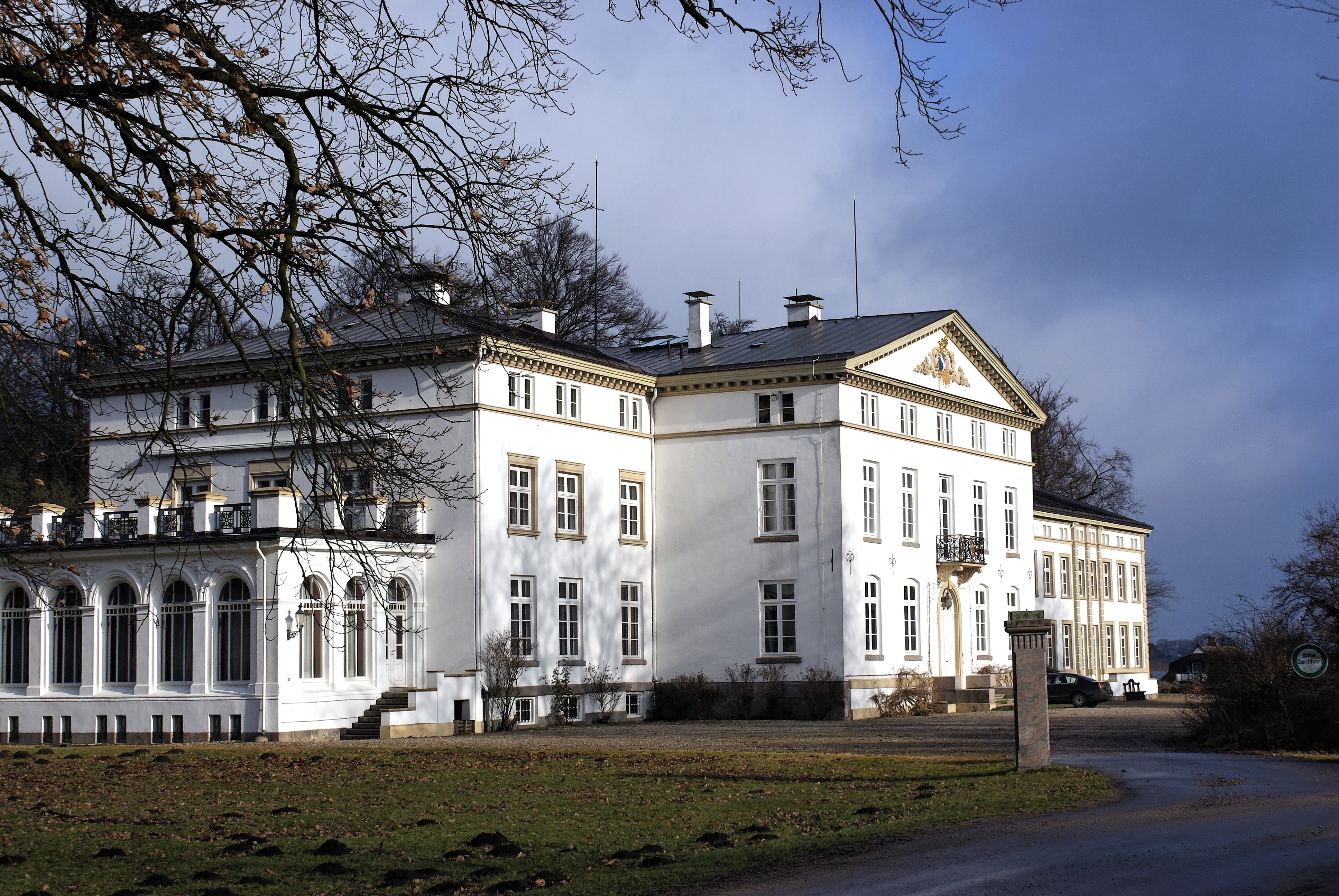
Das Herrenhaus auf Gut Waterneverstorf

Das Gut Waterneverstorf (früher auch: Neverstorf) – nach den heutigen Besitzern auch gelegentlich Gut Waldersee genannt – liegt in der Gemeinde Behrensdorf am Großen Binnensee im östlichen Schleswig-Holstein. Das frühere Adlige Gut mit seinem aus einer Wasserburg hervorgegangenen klassizistischen Herrenhaus befindet sich in Privatbesitz. Auf dem Gelände werden Ferienwohnungen vermietet.

## Geschichtlicher Überblick

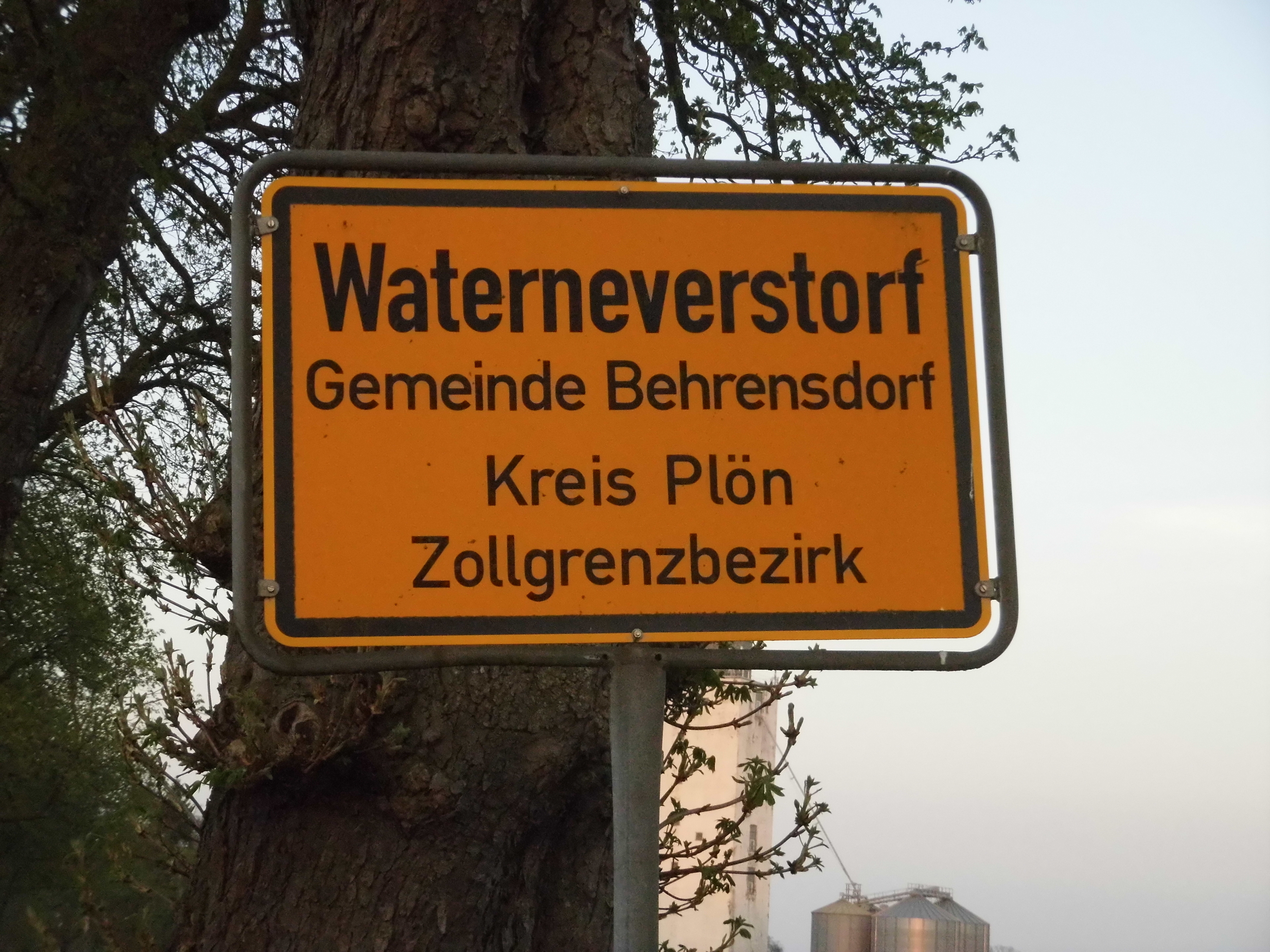
Jahrzehntealtes Relikt (2018)

Waterneverstorf wurde 1433 im Lübecker Kirchenzehntregister das erste Mal erwähnt. Damals wurde es noch Neverstorpe genannt, was wahrscheinlich Dorf des Never bedeutete und auf einen früheren Besitzer gleichen Namens hinwies, möglicherweise ist das Wort Never auch slawischen Ursprungs und bedeutete Dorf der Ungläubigen. Den Zusatz Waterneverstorf erhielt der Ort erst im 19. Jahrhundert, um ihn von einem weiteren Neverstorf in der Nähe von Malente zu unterscheiden, das fortan als Mönchneversdorf bezeichnet wurde.
Der Besitz befand sich seit dem Mittelalter im Besitz der uradeligen Familie Rantzau, die zu den sogenannten Equites Originarii zählten und denen eine Vielzahl an Gütern und Adelssitzen im Land gehörten. Unter den Rantzaus wurde auf Neverstorf um 1390 ein befestigter Adelssitz in Form einer Wasserburg errichtet, die mit der Errichtung der Gutsherrschaft im 16. Jahrhundert zum Herrenhaus des Guts wurde. 1592 ging der Besitz an die Familie Reventlow über, die ihn 1662 an die Familie Blome veräußerten. Der Blomesche Familienzweig hatte seinen Hauptwohnsitz auf dem Gut Hagen im benachbarten Probsteierhagen und nutzte das Herrenhaus auf Neverstorf vor allem als Jagdsitz.
Zu Beginn des 18. Jahrhunderts wurden für das noch mittelalterlich geprägte Gut Pläne entworfen, um es in einen zeitgemäßen, barocken Landsitz umzugestalten. Die Entwürfe wurden jedoch nicht vollständig verwirklicht. 1776 starben die Blomes im Mannesstamm aus und das Gut ging über eine weibliche Erblinie an die ursprünglich aus Mecklenburg stammenden Grafen von Holstein-Holsteinborg. In ihrer Zeit entwickelte sich Neverstorf zu einem kulturellen Zentrum Holsteins und auf dem Gut wurden Gäste wie Matthias Claudius und Friedrich Gottlieb Klopstock begrüßt, später zählte auch Hans Christian Andersen zu den gelegentlichen Besuchern.
1804 wurde auf dem Gut die Leibeigenschaft aufgehoben. Da sich die Lebensumstände der nun freien Bauern vorerst nicht besserten, wurden im Laufe des 19. Jahrhunderts auf Veranlassung der Holsteins neue Wohnhäuser, sowie eine moderne Mühle und eine Schule errichtet. 1897 starb die hiesige Linie der Grafen Holstein-Holsteinborg ebenfalls im Mannesstamm aus und Neverstorf ging durch einen Erbvertrag an die Grafen Waldersee, denen der Besitz bis heute gehört.
Bis zur Übernahme durch Preußen 1867 war das Gut auch Patrimonialgericht.
Der Gutsbetrieb wird bis in die Gegenwart fortgeführt, auch wenn weite Teile der Ländereien verpachtet sind. Mehrere der Gutsgebäude wie auch der östliche Flügel des Herrenhauses sind als Ferienwohnungen eingerichtet und werden von der Gutsverwaltung vermietet. Das Herrenhaus selbst ist für Besucher nicht zugänglich, der Garten darf von den Gästen oder auf Anmeldung jedoch betreten werden.

## Baulichkeiten

### Herrenhaus

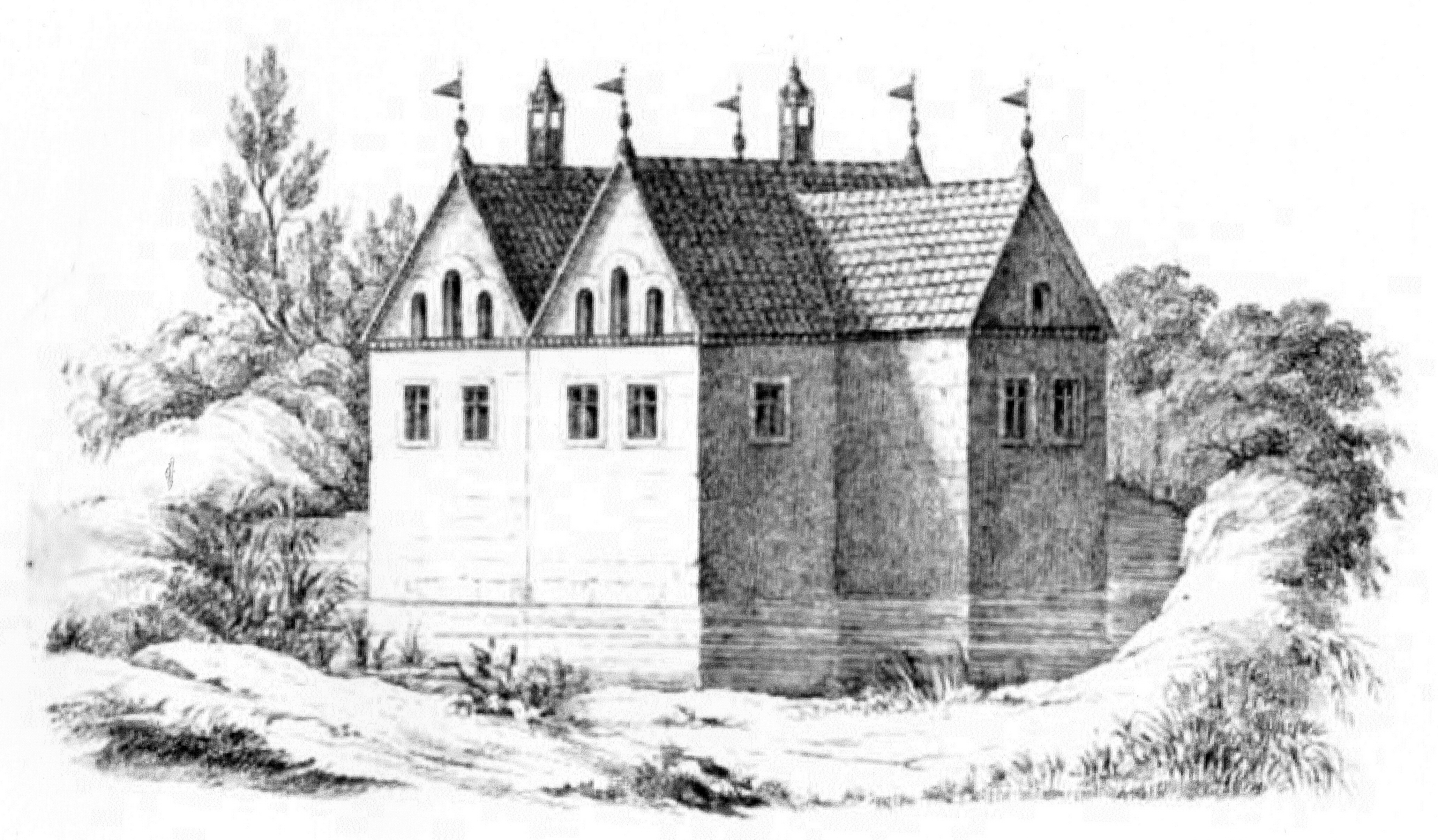
Das ursprüngliche Doppelhaus auf einer historisierenden Darstellung des 19. Jahrhunderts

Das heutige Herrenhaus geht in seiner Bausubstanz zum Teil noch auf die mittelalterliche Wasserburg zurück. Das Wohngebäude der einstmals durch einen Graben geschützten Anlage war als ein für die Region typisches, zweifaches Doppelhaus gestaltet, wie es sich ganz ähnlich auf Gut Wahlstorf erhalten hat. Der annähernd quadratische Grundriss dieses Gebäudes hat sich bis heute im Kellergeschoss des Herrenhauses erhalten.
Der alte Bau wurde 1730 um je eine Fensterachse verbreitert und der weit hervorspringende  Mittelrisalit zugefügt, das Hauptgebäude verfügt seitdem über einen T-förmigen Grundriss. In östlicher und westlicher Richtung wurden ebenfalls 1730 zwei vom Hauptgebäude getrennte, solitär stehende Flügelbauten errichtet, von denen der westliche später wieder abgerissen wurde. Um 1780 wurde das Haus um je zwei weitere Fensterachsen verbreitert. Links des Baukörpers befindet sich eine durch rundbogige Fenster erhellte Veranda, der entsprechende Bau auf der gegenüberliegenden Seite dient als dreiachsige Galerie, die ab 1852 die Verbindung zum östlichen Flügelbau herstellte. Das Erscheinungsbild des Herrenhauses geht auf Umbaumaßnahmen des Jahres 1852 zurück, als das Hauptgebäude und der Flügelbau spätklassizistisch überformt wurden. Die Hoffassade ist über dem Risalit mit einem großen Giebel geschmückt, der noch immer die Wappen der Blomes und der Rantzaus trägt, die Gartenfassade mit einer niedrigen Attika akzentuiert.
Im Inneren des Herrenhauses hat sich die spätbarocke Aufteilung ebenso wie die Ausstattung der Räume weitgehend erhalten. Der Bau wird von einem großen Treppenhaus dominiert, das durch ein Oberlicht erhellt wird. In der Hauptachse befindet sich dahinter der im Stil der Régence gestaltete Gartensaal. Zu den weiteren bedeutenden Räumen zählen der Speisesalon und die in Bandelwerk dekorierte Bibliothek. Im östlichen Flügelgebäude war ab dem 19. Jahrhundert das kaiserliche Postamt des Gutsbezirks untergebracht.

### Park
Der Park geht auf einen westlich gelegenen frühbarocken Garten des 17. Jahrhunderts zurück, dessen Hauptachse ab 1730 erst um einige Grad verlegt und anschließend im Rahmen der Neugestaltung des Gutsgeländes mehrfach vergrößert wurde. Es handelte sich von da an um einen rechteckigen, durch doppelreihige Alleen begrenzten formal gestalteten Garten nach niederländischen Vorbildern mit mittigen Parterres, Springbrunnen und umlaufenden Bosketten. Der Garten wurde 1777 durch eine schwere Sturmflut verwüstet und zu Beginn des 19. Jahrhunderts im Stil englischer Landschaftsgärten umgewandelt. Dabei wurde die große Rasenfläche nördlich des Herrenhauses mit geschlängelten Wasserläufen und Baumgruppen gestaltet und durch umlaufende Rundwege erschlossen.
Die Grundstruktur der ursprünglich barocken Anlage ist bis heute aus der Luft zu erkennen, die östlichen und nördlichen Alleen sind zu einem Großteil erhalten. Westlich des Schlosses sind bis in die Gegenwart drei mythologische Figuren aufgestellt, die einst die bepflanzten Parterres schmückten. Der Landschaftsgarten wurde zu späterer Zeit vereinfacht, die Wasserläufe weitgehend aufgegeben und das Wegesystem nicht mehr gepflegt. Der heutige Besitzer ist bemüht, die einstige Gestalt des Landschaftsgartens annähernd wiederherzustellen.

### Gutsanlage
Waterneverstorf liegt versteckt zwischen Lütjenburg und Behrensdorf am nördlichen Westufer des Großen Binnensees. Der Gutshof mit seinen Wirtschaftsbauten wurde ab 1730 streng axialsymmetrisch auf das Herrenhaus und seine Flügelbauten ausgerichtet, die Auffahrt durch eine mehrere kilometerlange Allee parallel des Binnensees gestaltet. Die Entwürfe dafür stammten von Rudolph Matthias Dallin. Die Anlage wurde allerdings nie in vollem Umfang fertiggestellt, und der Wirtschaftshof wurde in den folgenden Jahrhunderten zum Teil auch nach praktischen und weniger ästhetischen Gesichtspunkten erweitert.
Von den Bauten der Barockzeit hat sich lediglich der sogenannte Baupferdestall erhalten, der im 19. Jahrhundert umgebaut und erweitert wurde und sich direkt vor dem Seitenflügel des Herrenhauses befindet. Zu den weiteren erhaltenen Gebäuden gehören unter anderem die ehemalige Meierei und das Kutscherhaus des späteren 18. Jahrhunderts. An der Zufahrt zum Gutshof ebenso wie an der alleengesäumten Auffahrt sind mehrere Arbeiterhäuser des 19. Jahrhunderts zu finden. 1965 zerstörte ein Großfeuer eine Scheune und das Kuhhaus des Wirtschaftshofs und wurden anschließend nicht wieder aufgebaut.

## Auf Waterneverstorf geborene Grafen
- Friedrich Adolph von Holstein (1784–1836), königlich dänischer Kammerherr, Schriftsteller und Mitglied der Roskilder Ständeversammlung
- Heinrich Christoph von Holstein (1786–1842), lübscher Domherr
- Conrad von Holstein (1825–1897), MdR